# Chu Đàn
Chu Đàn (chữ Hán: 朱檀; 15 tháng 3 năm 1370 – 2 tháng 1 năm 1390), được biết đến với tước hiệu Lỗ Hoang vương (鲁荒王), là hoàng tử của Minh Thái Tổ Chu Nguyên Chương, hoàng đế đầu tiên của nhà Minh. 

## Cuộc đời
Chu Đàn là hoàng tử thứ 10 của Minh Thái Tổ, mẹ là Quách Ninh phi (郭宁妃). Doanh Quốc công Quách Sơn Phủ, cha của Quách thị, nhận thấy cơ đồ lớn lao của Chu Nguyên Chương nên đưa con gái theo hầu ông. Vì mẹ là sủng phi nên Chu Đàn từ khi lọt lòng đã được xem trọng, mới hai tháng tuổi liền được phong làm Lỗ vương (鲁王). Lỗ vương còn hai người chị ruột cùng mẹ là Nhữ Ninh Công chúa và Đại Danh Công chúa.
Lỗ vương Chu Đàn giỏi thơ văn, khiêm cung hạ sĩ, có tài danh, nhưng ông lại u mê đạo giáo và giả kim thuật nên đã qua đời khi mới 21 tuổi do ngộ độc tiên dược. Vua anh Minh Thành Tổ cho rằng Chu Đàn là kẻ hoang đường nên ban thụy là Hoang (荒).

## Gia quyến

### Thê thiếp
- Chánh phi Thang thị (汤氏), con gái thứ của Đông Âu vương Thang Hòa (汤和).
- Thứ phi Qua thị (戈氏), sau được phong Vương phi.

### Hậu duệ
Chu Đàn đoản thọ, chỉ có duy nhất một con trai là Chu Triệu Huy (朱肇煇; 1388 – 1466) do Qua Thứ phi sinh hạ, tập tước Lỗ vương, thụy Tĩnh (靖). Chu Dĩ Hải là cháu 9 đời của Lỗ Hoang vương, là vua nhà Nam Minh cai trị trong 10 năm. Đất phong của dòng Lỗ vương ở Duyện Châu.

## Lỗ vương thế hệ biểu
| Tước hiệu                     | Họ tên                  | Quan hệ                            | Tại vị      | Ghi chú |
| ----------------------------- | ----------------------- | ---------------------------------- | ----------- | --- |
| Lỗ Hoang vương (魯荒王)       | Chu Đàn (朱檀)          | Hoàng tử thứ mười của Minh Thái Tổ | 1385 – 1389 | Năm Hồng Vũ thứ 3 (1370) phong tước, năm thứ 22 qua đời, thọ 21 tuổi. |
| Lỗ Tĩnh vương (魯靖王)        | Chu Triệu Huy (朱肇煇)  | Con trai duy nhất của Chu Đàn      | 1403 – 1466 | Năm Vĩnh Lạc thứ nhất (1403) tập phong, năm Thành Hóa thứ 2 (1466) qua đời, tại vị 64 năm, thọ 79 tuổi. |
| Lỗ Huệ vương (魯惠王)         | Chu Thái Kham (朱泰堪)  | Con trai thứ hai của Triệu Huy     | 1467 – 1473 | Năm Thành Hóa thứ 3 (1467) tập phong, năm thứ 9 qua đời, tại vị 7 năm, thọ 63 tuổi. |
| Lỗ Trang vương (魯莊王)       | Chu Dương Chú (朱陽鑄)  | Con trai trưởng của Thái Kham      | 1467 – 1473 | Năm Thành Hóa thứ 12 tập phong, năm Gia Tĩnh thứ 2 (1473) qua đời, tại vị 48 năm, thọ 76 tuổi. |
| Lỗ Hoài vương (魯懷王)        | Chu Đang Tung (朱當漎)  | Con trai thứ sáu của Dương Chú     | Truy phong  | Năm Thành Hóa thứ 19 phong Thế tử (世子), năm Hoằng Trị thứ 18 (1505) qua đời, thọ 33 tuổi, thụy Hoài Giản (懷簡). Cháu nội là Quán Diễn tập phong, sau được truy phong Vương, thụy Hoài (懷).                                                                             |
| Lỗ Điệu vương (魯悼王)        | Chu Kiện Dực (朱健杙)   | Con trai thứ hai của Đang Tung     | Truy phong  | Năm Hoằng Trị thứ 16 phong Thế tôn (世孫), năm Chính Đức thứ 15 qua đời (1520), thọ 27 tuổi. Con trai Quán Diễn tập phong, sau được truy phong Vương, thụy Điệu (悼). |
| Lỗ Đoan vương (魯端王)        | Chu Quán Diễn (朱觀𤊟)  | Con trai trưởng của Kiện Dực       | 1528 – 1549 | Năm Gia Tĩnh thứ 7 tập phong, năm thứ 28 qua đời, tại vị 22 năm, thọ 30 tuổi. |
| Lỗ Cung vương (魯恭王)        | Chu Di Thản (朱頤坦)    | Con trai trưởng của Quán Diễn      | 1551 – 1594 | Năm Gia Tĩnh thứ 28 phong Bảo Khánh vương (寶慶王), năm thứ 30 tập phong, năm Vạn Lịch thứ 22 (1594) qua đời. |
| Lỗ Kính vương (魯敬王)        | Chu Thọ Tranh (朱壽鏳)  | Con trai thứ sáu của Di Thản       | 1596 – 1600 | Năm Vạn Lịch thứ 9 phong Phú Bình vương (富平王), năm thứ 24 tập phong, năm thứ 28 qua đời. Không con nối dõi. |
| Lỗ Hiến vương (魯憲王)        | Chu Thọ Hoành (朱壽鋐)  | Con trai thứ bảy của Di Thản       | 1601 – 1636 | Năm Vạn Lịch thứ 9 phong Thường Đức vương (常德王), năm thứ 29 tập phong, năm Sùng Trinh thứ 9 (1636) qua đời. Không con nối dõi. |
| Lỗ Túc vương (魯肅王)         | Chu Thọ Dung (朱壽鏞)   | Con trai thứ chín của Di Thản      | 1636 – 1639 | Năm Vạn Lịch thứ 11 phong Thái Hưng vương (泰興王), năm Sùng Trinh thứ 9 tập phong, năm thứ 12 qua đời. |
| Lỗ An vương (魯安王)          | Chu Dĩ Phái (朱以派)    | Con trai thứ ba của Thọ Dung       | 1640 – 1642 | Năm Sùng Trinh thứ 13 tập phong, năm thứ 15 thắt cổ tự vẫn do quân Thanh tràn vào. |
| Giám quốc Lỗ vương (監國鲁王) | Chu Dĩ Hải (朱以海)     | Con trai thứ sáu của Thọ Dung      | 1644 – 1662 | Năm Sùng Trinh thứ 17 tập phong rồi được tôn Giám quốc. Năm thứ 18, tranh đoạt vị trí hoàng thống với Chu Duật Kiện (theo vai vế là chú họ của Dĩ Hải). Duật Kiện sau bị quân Thanh bắt giết, còn Dĩ Hải chạy trốn đến đảo Kim Môn và mất tại đó vào năm Vĩnh Lịch thứ 16. |
| Lỗ vương (鲁王)               | Chu Hoằng Hoàn (朱弘桓) | Con trai thứ tám của Dĩ Hải        | 1664 – 1683 | Sinh ra sau khi cha qua đời, nghiễm nhiên tập phong do các anh đều đã chết. Hoằng Hoàn là con rể của Trịnh Thành Công. Ban đầu sống nhờ trợ cấp bên họ vợ, sau khi vương quốc Đông Ninh bị diệt vong thì trở thành thứ dân.                                                |